# Fusisporium bacilligerum
Fusisporium bacilligerum är en svampart som beskrevs av Berk. & Broome 1850. Fusisporium bacilligerum ingår i släktet Fusisporium och familjen Nectriaceae.   Inga underarter finns listade i Catalogue of Life.